# Stimmen im Wind
"Stimmen im Wind" is een nummer van de Duitse zangeres Juliane Werding uit 1986.
Het nummer, afkomstig van het album Sehnsucht ist Unheilbar is geschreven en geproduceerd door Harald Steinhauer met teksten van Michael Kunze. Het nummer gaat over een weduwe die na het verlies van haar man langzaam haar kracht terugvindt. 
De single stond 17 weken in de Duitse top 100, met een 18e plek als hoogste positie. In de ZDF-Hitparade kwam het nummer op de eerste plek. In de Nederlandse Top 40 stond het nummer vijf weken in de lijst en was plek 27 de hoogste positie.

## NPO Radio 2 Top 2000
| Nummer met noteringen in de NPO Radio 2 Top 2000 | '99  | '00 | '01  | '02  | '03 | '04  | '05  | '06  |
| ------------------------------------------------ | ---- | --- | ---- | ---- | --- | ---- | ---- | ---- |
| Stimmen im Wind                                  | 1456 | -   | 1109 | 1825 | -   | 1931 | 1822 | 1883 |

1. ↑  Een '-' betekent dat het nummer niet was genoteerd en een vetgedrukt getal geeft de hoogste notering aan.
2. ↑  Deze tabel is bijgewerkt tot en met de laatste editie (2024).